# Städtische Kaserne (Eisenach)
Die Städtische Kaserne – in den Bauakten als „Kaserne A“ bezeichnet – war die zweite militärische Kaserne in der Garnison Eisenach. Sie lag nördlich der Altstadt zwischen der Hospitalstraße und der Kasernenstraße (heute: August-Bebel-Straße) und erstreckte sich östlich der ehemaligen Eichelschen Textilfabriken und nördlich der Siedlung Fischerstadt.

## Lage
Das ehemalige Kasernengelände wird heute begrenzt durch die Hospitalstraße im Osten, die Karl-Marx-Straße im Norden, die August-Bebel-Straße im Westen und die Fischerstadt im Süden.

## Geschichte

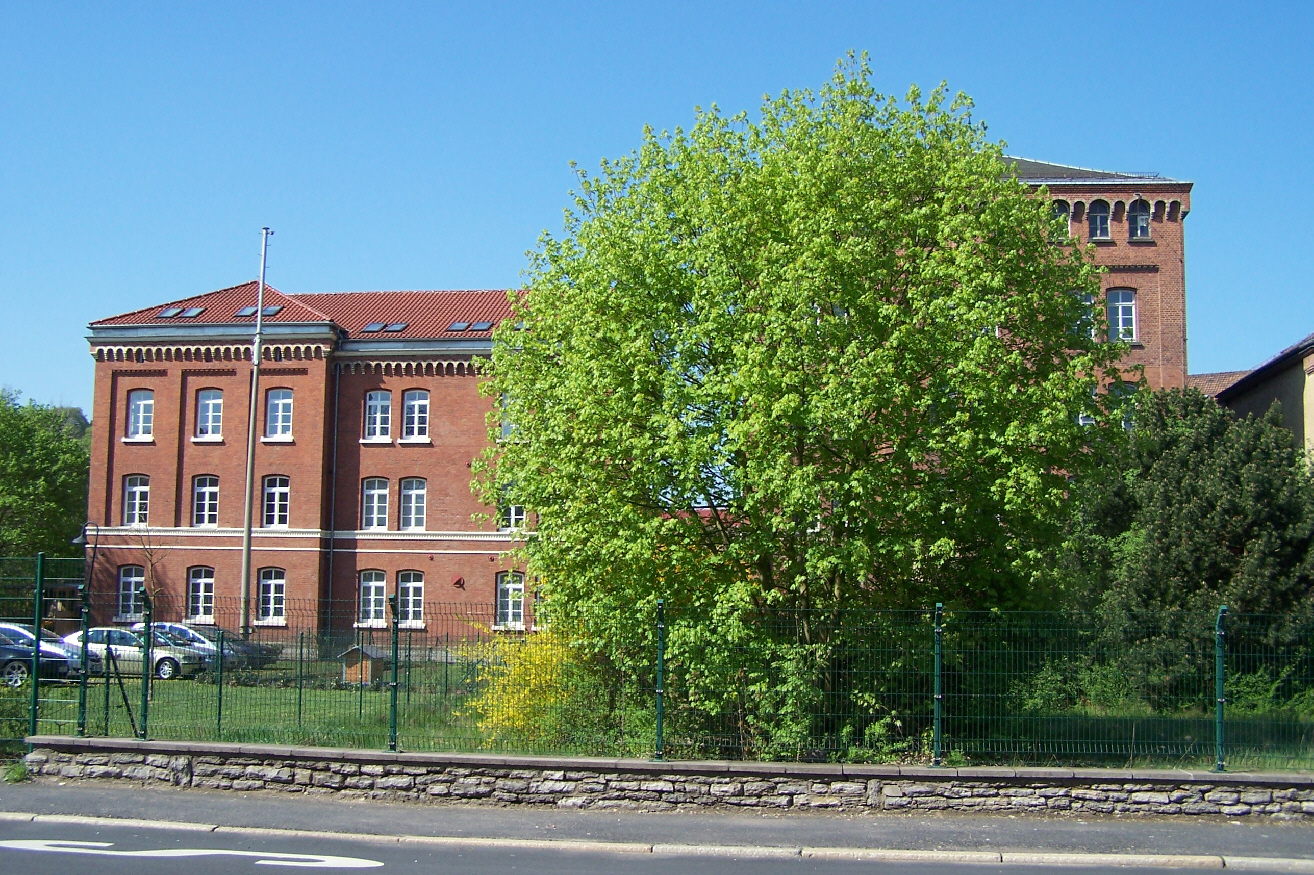
Erhalten gebliebener Teil des Hauptgebäudes – Kaserne A

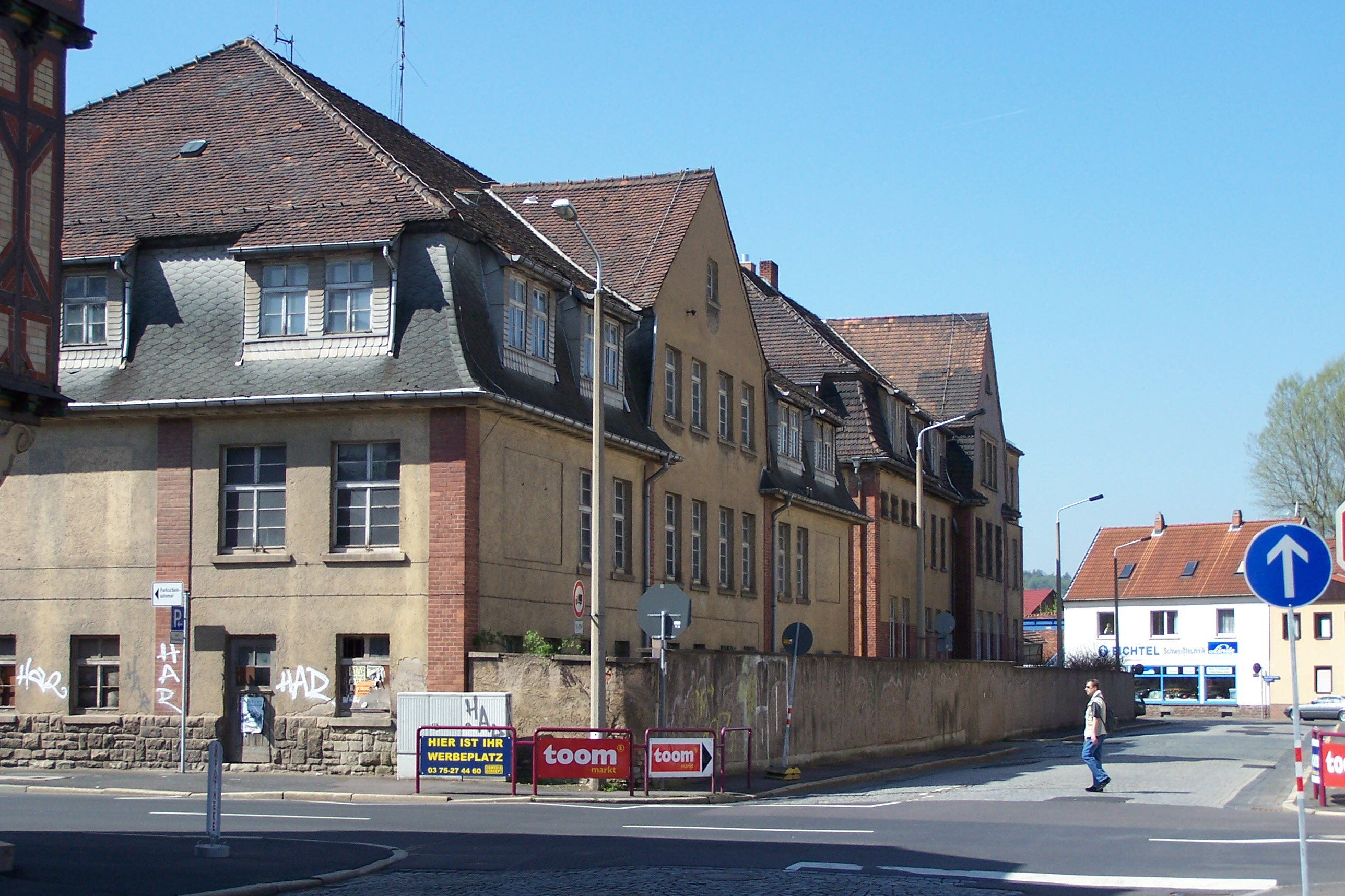
Stabsgebäude an der Karl-Marx-Straße vor dem Abbruch (2009)

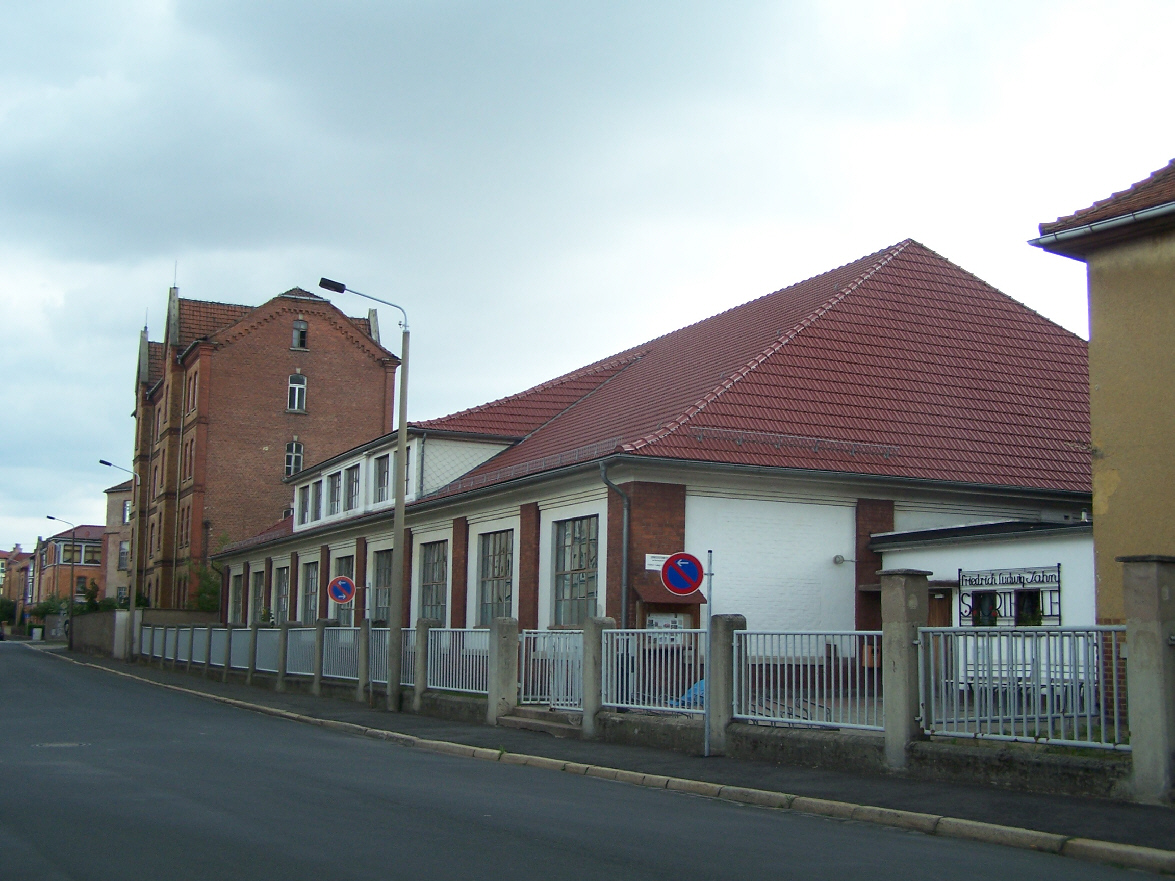
Jahnsporthalle (2008), im Hintergrund das inzwischen abgerissene Gebäude der Kaserne B

Nachdem im August 1870 die letzten Truppenteile aus der bereits baufälligen Kaserne in der ehemaligen Wasserburg Klemme abgezogen waren, wurde dieses Gelände abgerissen und zum Bau des Eisenacher Theaters genutzt. Der Eisenacher Fabrikant und Rittergutsbesitzer Julius von Eichel-Streiber übernahm im gleichen Jahr auch den Bau der Kaserne A, eines Kasernengebäudes am nordwestlichen Stadtrand. Hierfür beauftragte er den Eisenacher Architekten Hermann Hahn. Der von einer hohen Mauer umgebene Gebäudekomplex entsprach dem Minimalstandard der preußischen Militärbauverwaltung und war zunächst nur sehr spartanisch ausgestattet. 1871 konnte in Eisenach das II. Bataillon des 5. Thüringischen Infanterieregiments Nr. 94 in den Gebäudekomplex einziehen. 1882 wurde eine Offiziers-Speiseanstalt eingerichtet. 1895 wurde der Komplex Kaserne B angefügt, und darin der Bataillonsstab untergebracht. Das Mannschaftsgebäude – Kaserne A wurde um ein viertes Stockwerk erweitert. Zuletzt entstanden von 1915 bis 1917 an der Nordseite ein Wirtschaftsgebäude und das Stabsgebäude. Aus Platzgründen mussten die Garagen für die Transportfahrzeuge außerhalb errichtet werden.

## Belegung und heutige Nutzung
- 1871–1914 II. Bataillon Infanterie-Regiment „Großherzog von Sachsen“ (5. Thüringisches) Nr. 94
- 1916–1918 verschiedene Ersatztruppenteile und -einrichtungen
- 1919–1919 IV. Abteilung des Freiwilligen Landjägerkorps – 16. Reichswehrbrigade
- 1920–1920 II. Bataillon Reichswehr-Schützenregiment 22
- 1921–1934 II. Bataillon Infanterieregiment
- 1934–1936 II. Kradschützenbataillon 2
- 1936–1938 (Korps) Nachrichtenabteilung 52
- 1938–1939 Panzerabteilung 66
- 1939–1945 verschiedene Ersatztruppenteile und -einrichtungen

Nach 1945 wurde die militärische Nutzung aufgegeben und die Kaserne auf Druck der sowjetischen Militärverwaltung in Thüringen in Verwaltungsbüros und Wohnungen umgewandelt. Der größte Teil des Gebäudekomplexes wurde später der Polizei zur Nutzung übergeben – bis in die 1990er Jahre. Die Jahn-Sporthalle in der August-Bebel-Straße wurde bereits in den 1960er Jahren auch für die zivile Nutzung als Schulsporthalle freigegeben.
Die Immobilie wurde nach Aufgabe der Nutzung durch den DRK-Kreisverband Eisenach erworben, das den Abriss der nördlichen Gebäude im Mai/Juni 2009 veranlasste. Das südliche Hauptgebäude ist noch vorhanden und gegenwärtig an private Firmen vermietet. Ebenso blieb die Jahn-Sporthalle erhalten und befindet sich heute in städtischer Trägerschaft. Angrenzende Nebengebäude zur Fischerstadt und die etwa 2 m hohen Mauern wurden bis August 2011 abgebrochen und das Gelände einplaniert. Das auf dem östlichen und nördlichen Geländeareal errichtete Altenpflegeheim „Haus Fischerstadt“ mit Schwerpunkt Demenz-Patienten wurde am 5. September 2011 eingeweiht.

## Zugehörige militärische Anlagen
Zur Kaserne gehörten weitere, am Stadtrand von Eisenach befindliche Anlagen:
- Exerzierplatz und Sportausbildungsbereich – An der Katzenaue – ca. 500 m nördlich
- Schießplatzanlage – Am Siebenborn – ca. 1000 m westlich
- Militärschwimmbad – An der Köppingbrücke – ca. 2700 m ostsüdöstlich
- Offizierskasino – an der Hospitalstraße – unmittelbar nördlich
- Hospital/Lazarett – an der Hospitalstraße – unmittelbar östlich
- Der Garagenkomplex wurde später an der Katzenaue angelegt